# Zinek (minerál)
Zinek (Paracelsus, 1526), chemická značka Zn, je klencový minerál. Název je pravděpodobně odvozen od německého zinke což znamená zub, hrot (vidlí) a odkazuje na tvar, v jakém se vyskytuje na vnitřní vyzdívce tavicích pecí.

## Původ
- druhotný – v oxidačních pásmech rudních ložisek, kde je produktem vzniklým redukcí neutrálních nebo slabě kyselých roztoků působením organických sloučenin, oxidací sfaleritu.
- magmatický - znám také z čedičů
- vulkanický – ze sopečných plynů – např. Elbrus
- mimozemský – na měsíci

## Morfologie
Tvoří lupínky nebo drobné hroznovité, ledvinité a kuličkovité agregáty. Velmi vzácné krystalky jsou značně podobné krychli. Údajně měl být nalezen ve valouncích až jako pěst velkých.

## Vlastnosti
- Fyzikální - Dokonalá bazální štěpnost, je dosti křehký. Tvrdost 2, hustota 6,7-7,2.
- Chemické -
- Optické - Šedobílý až šedý, vryp má šedý, lesk kovový.

## Parageneze
- stříbro, síra, cerusit, anglesit, freibergit, galenit (Elsa mine, Kanada), měď, sfalerit, djurleit, kuprit (Dulcina mine, Chile).

## Získávání
Společně s těžbou dalších minerálů.

## Využití
Vzhledem ke svému řídkému výskytu nemá praktické využití. 

## Naleziště
V přírodě se vyskytuje jen vzácně s řadou dalších vzácných prvků.
- Japonsko – ostrov Honšú, sopka Hakone
- Arménie – alverdský masiv a šamšadinský masiv
- Rusko – např. z Kamčatky sopka Bezymjannyj
- Austrálie – z čedičů u Brunsviku v Novém Jižním Walesu
- Měsíc – Moře nepokojů (Mare Crisium) – ve vzorcích odebraných sondou Luna 24
- a další.